# 브란키오카리스
브란키오카리스 또는 브랑키오카리스(학명: Branchiocaris)는 당시 캄브리아기였던 캐나다의 버지스 셰일(브리티시 컬럼비아)과 중국의 마오텐산(윈난성)에 출현했던 히메노카리나목 절지동물이다. 현재 두 종이 알려져 있다.

## 발견사와 학명의 유래

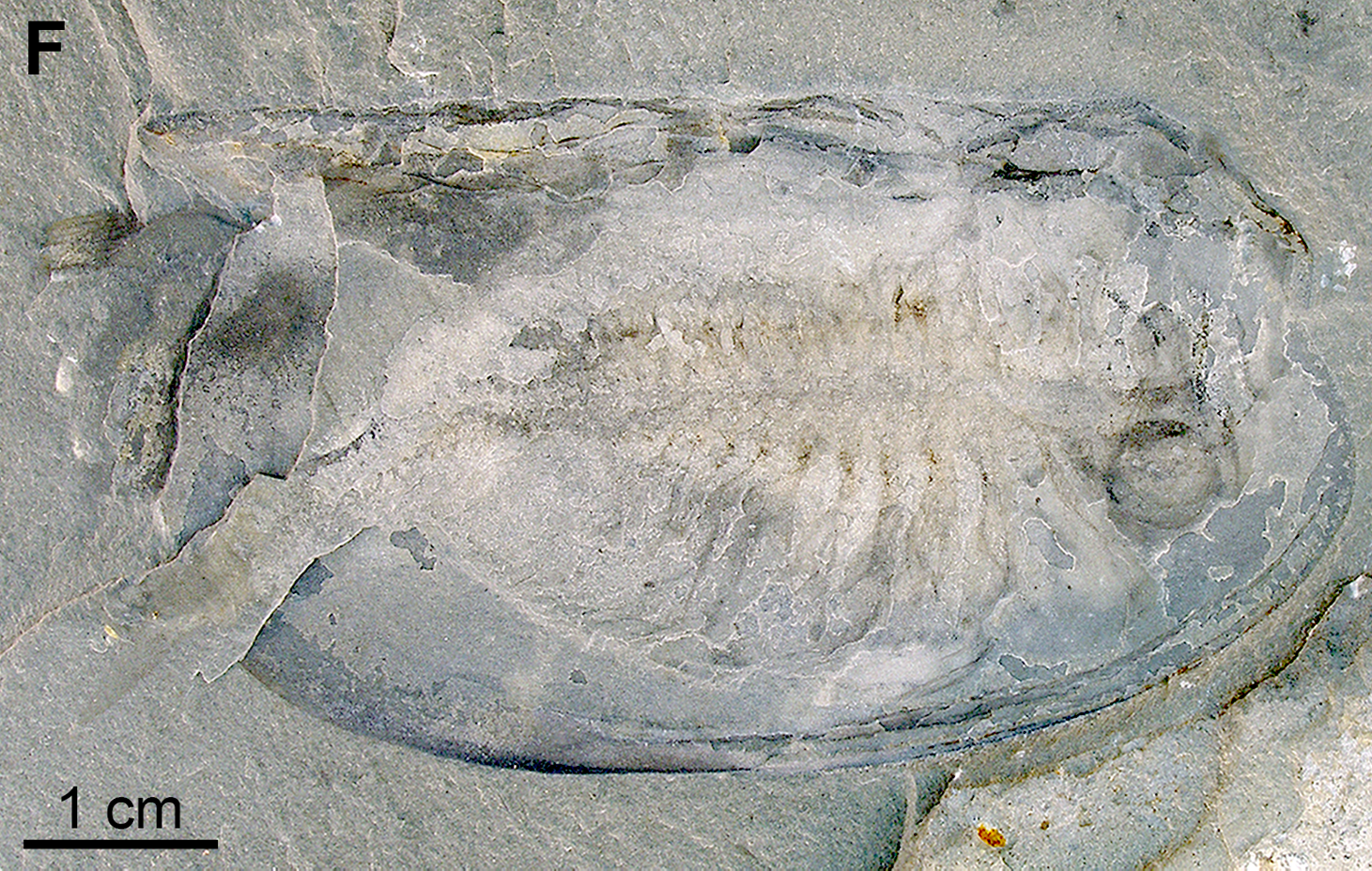
유타 주에 전시 중인 브란키오사우루스의 화석

첫 화석 표본 5점이 1912년 학자 찰스 E. 레서가 버지스 셰일에서 발견한 뒤 논문으로 기고되었는데, 그는 이 화석들을 프로토카리스의 일종으로 보고  P. 프레티오사(학명: Protocaris pretiosa 프로토카리스 프레티오사[*])라는 학명을 지어주었다. 1974년이 되어서야 아일랜드의 고생물학자 데릭 브릭스가 버지스 셰일의 동물 발굴탐사에 대한 논문에 깊게 관여했다. 그는 이 화석표본들을 별개의 속인 브란키오카리스속(B. pretiosa)에 새로이 배속시켰다. 10년 후, 마오텐산의 오래된 생물화석들 중 브란키오카리스와 닮은 동물 화석 70점 이상이 발견되었고, 1987년에 허우 시안광이 이 화석을 프레티오사 종에서 천만 년 전에 갈라져 나온 신종 B. 윈나넨시스(학명: Branchiocaris yunnanensis 브란키오카리스 윈나넨시스[*])로 분류했다. 일부 보존된 화석들과 거기에서 비롯된 다양한 형태적 차이는 이 종이 프레티오사 종과는 다르다는 것을 뜻한다. 2008년에 러우 및 호 박사가 신종 3종을 발표했지만 이는 현재 브란키오카리스 윈나넨시스의 동종이명으로 여겨지고 있다.
속명 ’브란키오카리스‘는 아가미를 뜻하는 라틴어 ’branchia’와 새우 및 게를 뜻하는 그리스어 ‘caris’의 합성어이다.

## 특징
브란키오카리스는 중간 정도의 크기를 가진 이매갑각성 절지동물로 매우 세분화한 마디를 지니고 있다. 브란키오카리스는 중형급의 이매갑각을 가진 절지동물이다. 유합한 거대한 갑각이 몸의 절반(앞부분)을 덮고 있다. 외관상으로는 몸통 앞부분에 있는 더듬이와 집게다리 각각 한 쌍 밖에 보지 못한다. 큰턱이 있으며 몸통 최후방부는 꼬리를 형성하는 두 개의 돌기가 달린 꼬리마디로 끝난다.

### 브란키오카리스 프레티오사
프레티오사 종(B. pretiosa)은 전체 몸길이가 14cm이로 중간급 크기이다. 그 중 갑각은 80~90mm로 긴 면적을 자랑하며 등지느러미처럼 생긴 구조물이 장식처럼 달려있다. 꼬리마디의 돌기는 길이가 짧다.
종소명 ‘프레티오사’는 귀중하다는 의미를 가진 라틴어 ‘pretiosus’의 단수 여성형 주격명사이다.  이런 이름이 붙은 이유는 당시 레서 박사가 이 종을 연구할 때에 그 갑각의 모습이 둥글고 매끄럽게 생겨 보인다는 개인 판단에 따라 정해진 것이다.

### 브란키오카리스 윈나넨시스
단 한 점의 껍질 화석만이 발견되었으며 윈나넨시스 종(B. yunnanensis)은 갑각이 몸을 좀 더 넓게 감싸는 것이 가능했던 것으로 보인다. 중국에서 발견된 이 종은 매우 흥미로운 부분이 존재하는데, 그것은 한 종에 공존하는 두 가지 형태형이 있다는 점이다. 형태형 A는 갑각이 둥글고 매끄럽고 단순하고 다소 작다. 형태형 B는 액각 부분이 갈라져 있고, 갑각은 더 멀리 뻗어 있다. 형태형 A는 보통 형태형B보다 더 흔하며, 다른 히메노카리나목 동물들과는 달리 성적이형인 것으로 여겨진다.
윈나넨시스 종의 종소명은 발굴지인 중국의 윈난성에서 왔다.